# 若瑟·威尔萨蒂
若瑟·威尔萨蒂（義大利語：Giuseppe Versaldi；1943年7月30日—）是意大利籍天主教枢机，现任聖座教育部部長及圣座经济事务局局长。

## 生平
威尔萨蒂在意大利维拉尔博伊特出生，1967年6月29日晋铎，2007年5月26日晋牧。2011年9月21日起担任圣座经济事务局局长。2012年2月18日被教宗本笃十六世册封为枢机。
台灣輔仁大學於2016年向他頒授名譽法學博士學位。

## 牧徽

若瑟·威尔萨蒂枢机牧徽